# Здравствуй, грусть! (фильм)
«Здравствуй, грусть!» (фр. Bonjour Tristesse) — американо-британский кинофильм 1958 года, снятый режиссёром Отто Премингером по одноимённому роману французской писательницы Франсуазы Саган.

## Сюжет
17-летняя Сесиль, рано лишившись матери, несколько лет провела в монастырском пансионе. Вернувшись к отцу, гедонисту и любителю женщин, девушка с удовольствием погружается в богемную жизнь без особых правил и ответственности. Жизнь на Средиземном море рядом с ветреным папочкой и его новой возлюбленной Эльзой кажется девушке райским наслаждением. Но однажды в их жизни появляется Анна — подруга матери Сесиль, умная, красивая женщина с моральными принципами. Сближение отца с Анной вызывает у Сесиль неподдельное удивление, а вскоре и опасение за —  ведь их жизнь может кардинально измениться.

## В ролях
- Джин Сиберг — Сесиль[2]
- Дэвид Нивен — Ремон
- Дебора Керр — Анна Ларсен
- Милен Демонжо — Эльза
- Джеффри Хорн[англ.] — Филипп
- Мартита Хант — мать Филиппа
- Жюльетт Греко — певица
- Роланд Калвер — мистер Ломбард
- Джин Кент — миссис Ломбард
- Вальтер Кьяри[англ.]  — Пабло, друг Эльзы

## Награды и номинации
- BAFTA: Лучший сценарий для британского фильма — Артур Лорентс (номинация)